# Charles Allston Collins

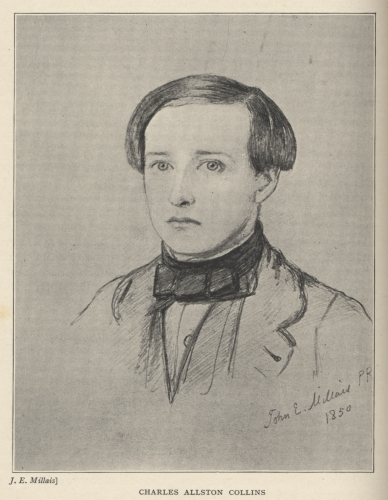
Portret van Charles Allston Collins, 1850, door John Everett Millais

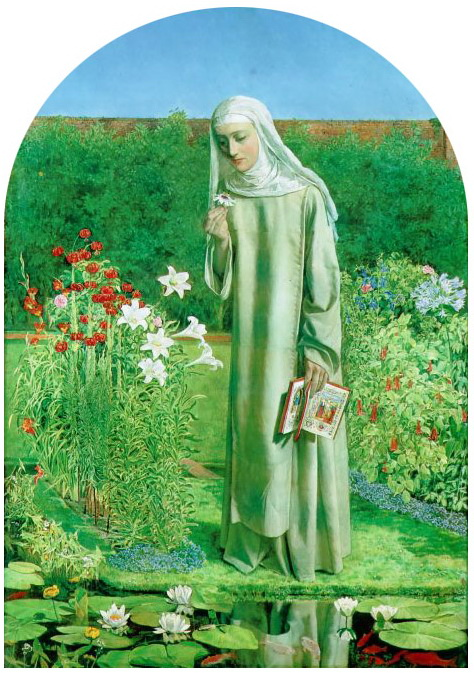
Convent Thoughts, 1851, Ashmolean Museum, Oxford

Charles Allston Collins (Londen, 25 januari 1828 – aldaar, 9 april 1873) was een Engels kunstschilder en schrijver. Hij was een zoon van de destijds beroemde schilder William Collins en de jongere broer van de schrijver Wilkie Collins.

## Schildersjaren
C.A. Collins studeerde aan de Royal Academy of Arts. Hier ontmoette hij William Holman Hunt en John Everett Millais, door wiens invloed hij betrokken raakte bij de beweging van de Prerafaëlieten. Hij werkte ook enkele malen met deze schilders samen. Hij zou echter tot zijn verdriet en ongenoegen door tegenstand van een aantal leden niet tot de schildersgroep worden toegelaten. Zijn werk wordt echter wel met de beweging geassocieerd. Hij exposeerde aan de Royal Academy van 1847 tot 1855.
Collins' bekendste werk is Convent Thoughts. Naar verluidt was hij verliefd op Maria Rossetti, een zus van Dante Gabriel en William Michael Rossetti. Maria diende als model voor dit schilderij. Zij wees hem echter af en werd non. In 1860 trouwde hij met Catherine Elizabeth Macready Dickens (gewoonlijk Kate genoemd), een dochter van Charles Dickens. Het huwelijk werd overigens geen succes. Na Collins' dood hertrouwde zij met Charles Edward Perugini en werd zelf een redelijk succesvol schilderes.

## Schrijverscarrière
Inmiddels had Collins in 1858 het schilderen opgegeven, omdat het geestelijk te belastend voor hem was. Hij trad in de voetsporen van zijn oudere broer en richtte zich op het schrijven. Hij leverde bijdragen aan de bladen van zijn schoonvader, Household Words en All the Year Round.
In 1859 verscheen A New Sentimental Journey, gevolgd door The Eyewitness (1860), en A Cruise upon Wheels (1863). Ook verschenen er drie romans van zijn hand: Strathcairn (1864), The Bar Sinister (1864) en At The Bar (1866).
In de laatste jaren van zijn leven had Collins te kampen met toenemende geestelijke en lichamelijke problemen. Dickens verzocht hem in 1870 de illustraties te verzorgen bij zijn, naar zou blijken, onvoltooide en laatste roman, 'The Mystery of Edwin Drood'. Hiervan voltooide hij echter alleen het omslag van de eerste aflevering. Hij overleed in 1873 aan de gevolgen van maagkanker en werd begraven op Brompton Cemetery, Londen.